# Brian Lopes
Brian Thomas Lopes (Mission Viejo, Califórnia, 6 de setembro de 1971), é um ciclista profissional de mountain bike especializado em four-cross. Lopes começou a andar de BMX na infância e se profissionalizou aos dezessete anos.
Passou a praticar mountain bike em 1993 e desde então ganhou um total de 18 títulos - 9 Campeonatos Nacionais NORBA, 6 vitórias na Copa do Mundo UCI e 4 títulos do Campeonato Mundial UCI. Lopes também detém recordes mundiais em bunny hopping, em termos de distância e altura.
Ele foi indicado em 2001 para o prêmio ESPY "Atleta de Esportes de Ação do Ano" e ganhou dois prêmios NEA (World Extreme Sports Award) como "Mountain Biker do Ano" em 2000 e 2001. Em 2008, entrou para o Hall da Fama tanto do BMX como do MTB. Lopes também coescreveu o livro Mastering Mountain Bike Skills com Lee McCormack, e participou do jogo Downhill Domination, para PlayStation 2.
Em 13 de abril de 2012, ele venceu a primeira corrida de Cross-Country Eliminator da Copa do Mundo em Houffalize, Bélgica.
Atualmente, é patrocinado pela Ibis Bicycles, Oakley, Lazer, X-Fusion, SRAM, Kenda, Novatec Wheels, WTB, ODI, Magura, Pearl Izumi, Go Pro, HT, KS, Chris King e MRP.